# Gaig de collar blanc
El gaig de collar blanc (Cyanolyca viridicyanus) és una espècie d'ocell de la família dels còrvids (Corvidae) que habita boscos dels Andes a l'est del Perú i oest de Bolívia.